# Los Alcázares
Los Alcázares is een gemeente in de Spaanse provincie en regio Murcia met een oppervlakte van 20 km². Los Alcázares ontstond op 13 oktober 1983 uit delen van de gemeenten San Javier en Torre-Pacheco. De naam is van Arabische afkomst, wat paleis betekent verwijzend naar de vakantiehuizen in deze badplaats die er door de moslims gebouwd werden. Los Alcázares telt 15.289 inwoners (1 januari 2016). De gemeente grenst aan de volgende gemeenten: Torre-Pacheco, Cartagena en San Javier.
Het grondgebied van de gemeente werd reeds tweemaal gebruikt om een film te registreren. In 2008 draaide filmregisseur John Irvin de verfilming van de roman van Ernest Hemingway genaamd The Garden of Eden, met als spelers Jack Huston, Richard E. Grant en Mena Suvari. De militaire luchthaven werd in 2010 gebruikt voor de opnames van de oorlogsfilm, Green Zone geregisseerd door Paul Greengrass met spelers Matt Damon, Greg Kinnear en Jason Isaacs.

## Feesten
Naast de jaarlijkse viering van de lokale autonomie tijdens de maand oktober, wordt er tijdens de maand maart een grote middeleeuwse markt georganiseerd en ten slotte tijdens de laatste twee weken in augustus, 'La Huerta' een internationaal folklorefestival.

## Demografische ontwikkeling
Bron: INE; 1857-2015: volkstellingen
Opm.: Los Alcázares ontstond in 1983 uit delen van de gemeenten San Javier en Torre-Pacheco
Abanilla · Abarán · Águilas · Albudeite · Alcantarilla · Aledo · Alguazas · Alhama de Murcia · Archena · Beniel · Blanca · Bullas · Calasparra · Campos del Río · Caravaca de la Cruz · Cartagena · Cehegín · Ceutí · Cieza · Fortuna · Fuente Álamo de Murcia · Jumilla · La Unión · Las Torres de Cotillas · Librilla · Lorca · Lorquí · Los Alcázares · Mazarrón · Molina de Segura · Moratalla · Mula · Murcia · Ojós · Pliego · Puerto Lumbreras · Ricote · San Javier · San Pedro del Pinatar · Santomera · Torre-Pacheco · Totana · Ulea · Villanueva del Río Segura · Yecla